# Njinga, Rainha de Angola
Njinga, Rainha de Angola é um filme biográfico angolano realizado por Sérgio Graciano e escrito por Joana Jorge. O filme conta a história da guerreira africana Ana de Sousa. Foi lançado nos cinemas angolanos a 8 de Novembro de 2013. No Brasil foi exibido a 12 de Março de 2014 e em Portugal a 10 de Julho de 2014. Há críticas acadêmicas sobre as ideias equivocadas acerca da historiografia e da representação de Njinga e da África no filme.

## Elenco
- Lesliana Pereira como Njinga
- Ana Santos
- Érica Chissapa como Kifunji
- Sílvio Nascimento como Jaga Kasa Cangola
- Miguel Hurst como Njali
- Jaime Joaquim como Mbandi
- Orlando Sérgio como Jaga Casacassage
- Álvaro Miguel como Kilwanji
- Ana Almeida como Kambo
- Joicelino Bembo
- Yani Bembo
- Bruno Bravo como Padre Capuchinho 1
- Miguel Costa como Padre Capuchinho 2
- Cristina Cunha como Dona Ana
- Miguel Damião como Governador César de Menezes
- António Durães como Governador Mendes de Vasconcelos
- José Fidalgo como Capitão António Vargas
- António Fonseca como Bento Banha Cardoso
- Pedro Giestas
- Mendes Lacerda como Manilungo Mbandi
- Philippe Leroux como Piet Houtbeen
- Margarida da Costa Levy como Ndeusa
- Fernando Mailoge como Nguri
- Emanuelson Manuel como Ngola Ari
- Rui Melo como João Correia de Sousa
- Ricardo Monteiro
- Osvaldo Moreira como Tendala do Rei
- Joaquim Nicolau como Capitão Português
- Fernando Nobre como Rui de Araújo
- Paulo Pinto como Payo Azevedo
- Pedro Rodil
- Carlos Saltão	como Capitão
- Luís Miguel Simões como Capitão Gomes Machado
- Yolanda Viegas como Nganguela Kakombe
- Nelson Raposo como soldado